# Vladimír Vávra
Vladimír Vávra (8. ledna 1905 Zvánovice – 26. prosince 1932 Uhříněves) byl československý zápasník, reprezentant v řecko-římském stylu. V roce 1928 vybojoval na olympijských hrách v Amsterodamu 5. místo v lehké váze. V roce 1928 vybojoval národní titul v kategorii do 67 kg, v letech 1931 a 1932 v kategorii do 79 kg.
V roce 1932 spáchal sebevraždu.